# 海梅·罗尔多斯·阿吉莱拉
海梅·羅爾多斯·阿吉萊拉（1940年11月5日—1981年5月24日) 厄瓜多尔总统(1979-1981)，一位改革者。
羅爾多斯畢業于瓜亞基爾(Guayaquil)大學，律师出身。羅爾多斯和他的妻子在西班牙创建人民、改革和民主党（Partido Pueblo, Cambio y Democracia），1979年當選總統。1981年因飞机出事，在大雨中坠毁在接近秘鲁边界，所有8名乘客和机组人员丧生。
厄瓜多尔罗尔多斯党就是以他的名字命名。
| 前任： 阿爾弗雷多·波韋達·布爾瓦諾 | 厄瓜多尔总统 1979年—1981年 | 繼任： 奥斯瓦尔多·乌尔塔多 |